# Slavery Abolition Act 1833
Slavery Abolition Act 1833 (citat 3 & 4 Will. IV c. 73) var en parlamentsakt i Storbritannien som avskaffade slaveriet över hela Brittiska imperiet (förutom Brittiska Ostindiska kompaniets besittningar, Ceylon och Saint Helena", vilka fick vänta till 1843).  Lagen gällde officiellt till 1998, men lagstiftning mot slaveri finns kvar.

### Fotnoter
1. ↑  ”Slavery Abolition Act 1833; Section LXIV”. 28 augusti 1833. http://www.pdavis.nl/Legis_07.htm. Läst 3 juni 2008.